# Dance - The Audition
Dance - The Audition è un documentario italiano del 2019 diretto da Jordan River.
Il film è stato distribuito in Italia dalla Rai, mentre all'estero è distribuito con Amazon Prime Video.